# Nanami
Nanami (jap. ななみ, ナナミ) – popularne żeńskie imię japońskie, jest używane także jako nazwisko.

## Możliwa pisownia
Nanami można zapisać, używając wielu różnych znaków kanji i może znaczyć m.in.:
jako imię
- 七海, „siedem mórz”[1]
- 七美, „siedem, piękno”
- 七実, „siedem, owoc”
- 七生, „siedem, życie”
- 奈波
- 奈々美
- 奈々実
- 菜々美
- 菜々実

jako nazwisko
- 七海, „siedem mórz”
- 名波, „nazwa, fala”

## Znane osoby
o imieniu Nanami
- Nanami Fujimoto (ななみ), japońska aktorka
- Nanami Hinata (ななみ), japońska aktorka
- Nanami Inoue (奈々朱), japońska siatkarka
- Nanami Ohta (ななみ), japońska aktorka
- Nanami Sakuraba (ななみ), japońska aktorka
- Nanami Sano (奈波), japońska aktorka
- Nanami Shiono (七生), japońska autorka i powieściopisarka

o nazwisku Nanami
- Hiroshi Nanami (名波), były japoński piłkarz
- Shingo Nanami (七海), japońska mangaka

## Fikcyjne postacie
o imieniu Nanami
- Nanami-chan, główna bohaterka serii anime Nanami-chan
- Nanami Agawa (七生), postać z serii Kerberos saga
- Nanami Jinnai (菜々美), bohaterka anime El-Hazard
- Nanami Kiryuu (七実), bohaterka mangi i anime Rewolucjonistka Utena
- Nanami Konoe (七海), główna bohaterka anime Lamune
- Nanami Madobe (ななみ), maskotka japońskiej wersji Windows 7
- Nanami Momozono (奈々生), główna bohaterka mangi i anime Jak zostałam bóstwem!?
- Nanami Nishijō (七海), bohaterka mangi, anime i gry Chaos;Head
- Nanami Nono (七海), główna bohaterka serialu tokusatsu Ninpū Sentai Hurricanger
- Nanami Simpson, główna bohaterka anime Tico of the Seven Seas
- Nanami Takahashi (七美), główna bohaterka mangi Bokura ga Ita
- Nanami Yasuri (七実), bohaterka anime Katanagatari

o nazwisku Nanami
- Chiaki Nanami (七海) bohaterka serii Danganronpa
- Haruka Nanami (七海), główna bohaterka gry visual novel i anime Uta no Prince-sama: Maji Love 1000%
- Kai Nanami (七海), bohater gry i anime Sukisho
- Kento Nanami (七海), bohater mangi i anime Jujutsu Kaisen
- Lucia Nanami (七海), główna bohaterka mangi i anime Mermaid Melody Pichi Pichi Pitch
- Nicola Nanami (七海), bohaterka mangi i anime Mermaid Melody Pichi Pichi Pitch